# Papier mâché
Le papier mâché est un matériau composé de plusieurs bandelettes de papier
qui sont assemblées par de la colle à papiers peints ou une autre colle humide.
Lorsque la colle sèche, l'objet ainsi formé durcit, devient très résistant et garde la forme.
Les bandelettes de papier sont parfois renforcées par des fibres textiles.

## Usage
Le papier mâché, ou carton-pâte, est un matériau peu onéreux et facile à utiliser.
Après un séchage d'environ 24 heures, il a une bonne résistance aux chocs.
L'application d'un enduit comme le gesso suffit à pouvoir le peindre en surface.
Ce matériau peut être utilisé dans diverses activités, cérémonielles ou artistiques.
Il permet de produire de nombreux exemplaires d'articles divers.
Traditionnellement, les objets ainsi fabriqués sont des figurines de crèche et autres décorations de Noël, des jouets, des masques, ou parfois des modèles éducatifs, voire des meubles.
Le papier mâché est traditionnellement utilisé pour réaliser des grosses têtes et figures géantes de carnaval. Il est également un des matériaux traditionnels employés pour les décorations du Dia de Muertos.

### Galerie

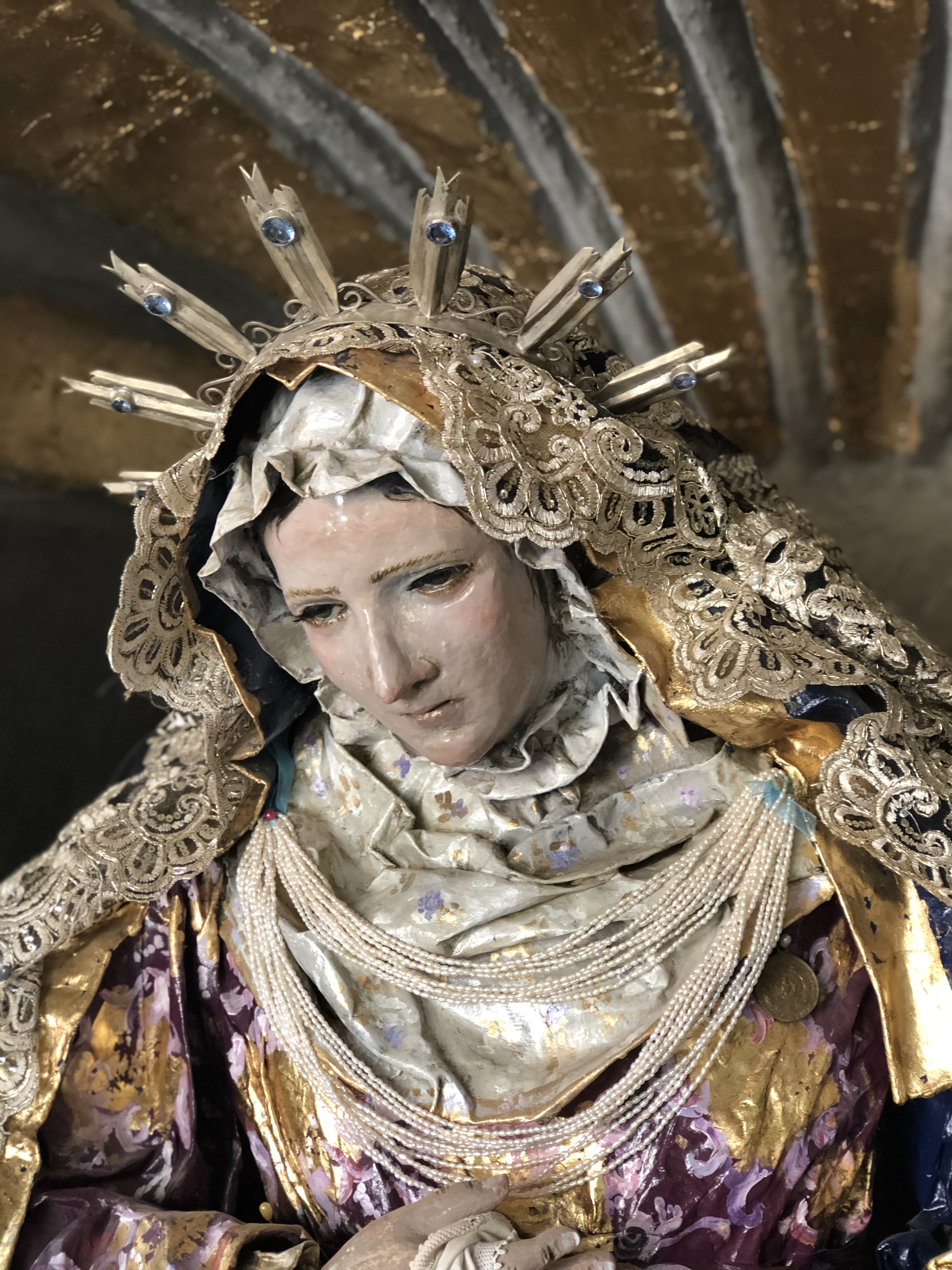
Mexique, Art religieux : Madonne présentée au Vatican en 2016
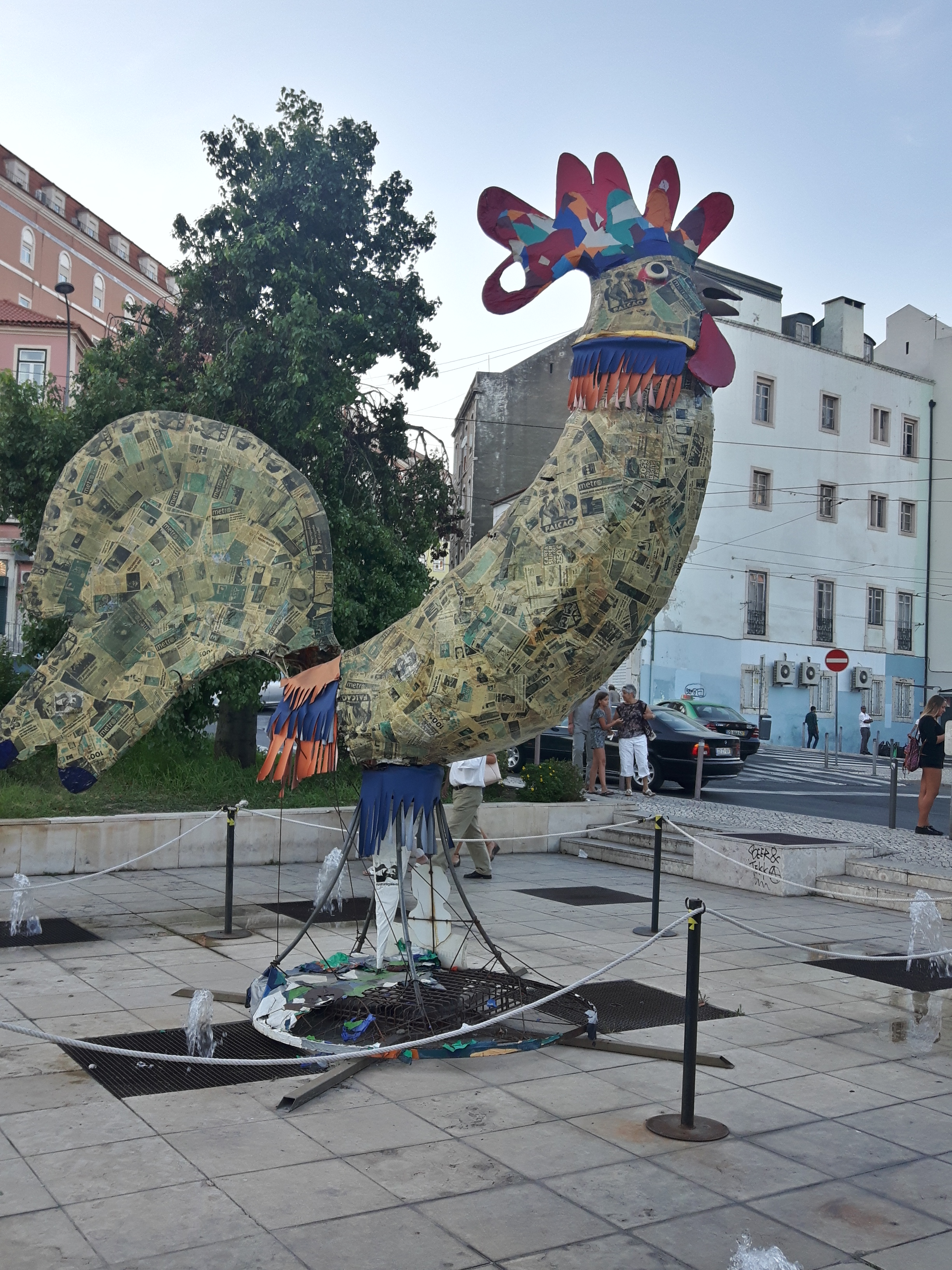
Portugal, Coq de papier mâché à Lisbonne
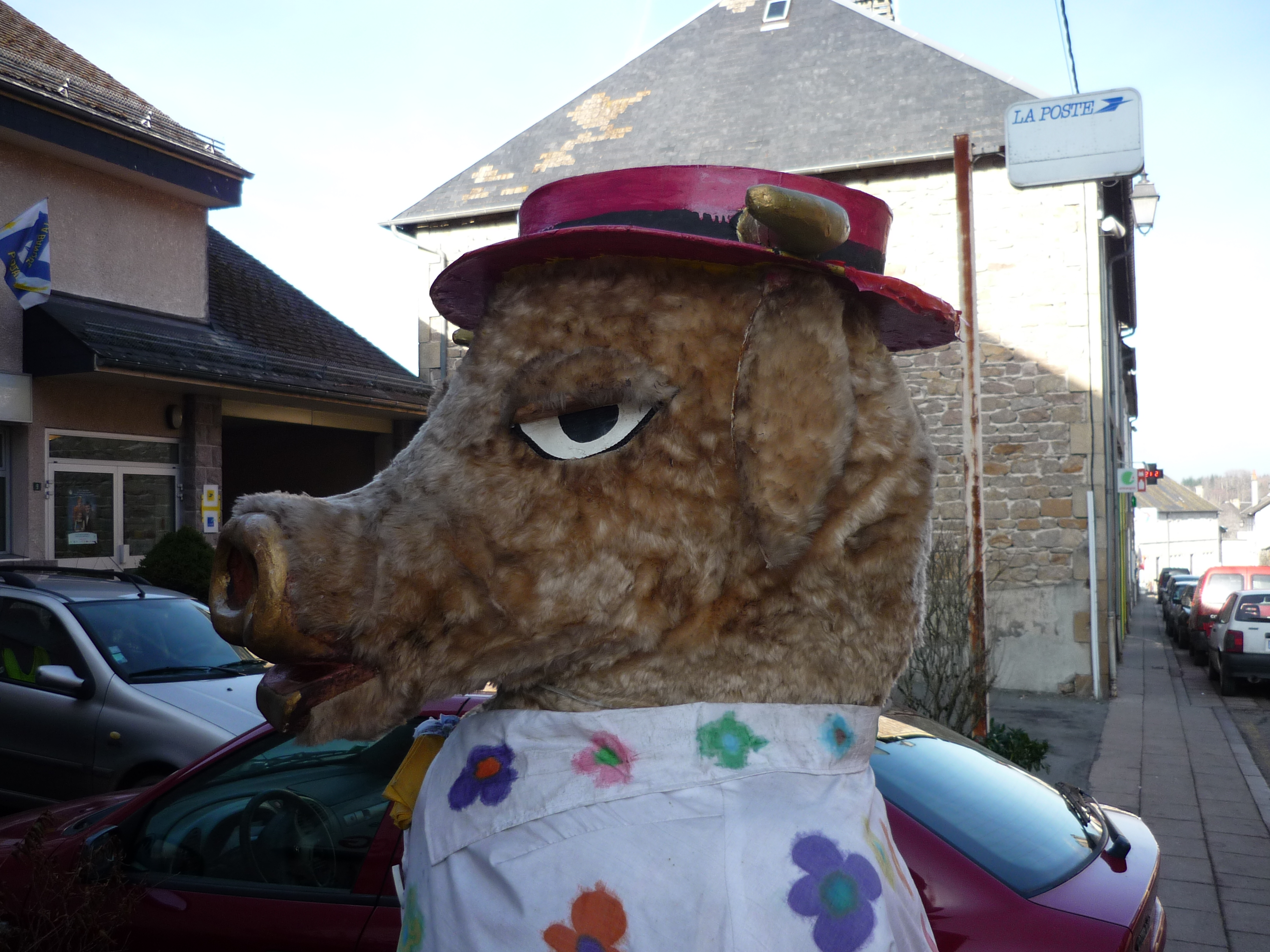
France, Géant-Bœuf du Carnaval de Paris (tête en papier mâché, enduit, fourrure artificielle, peintures, vernis).
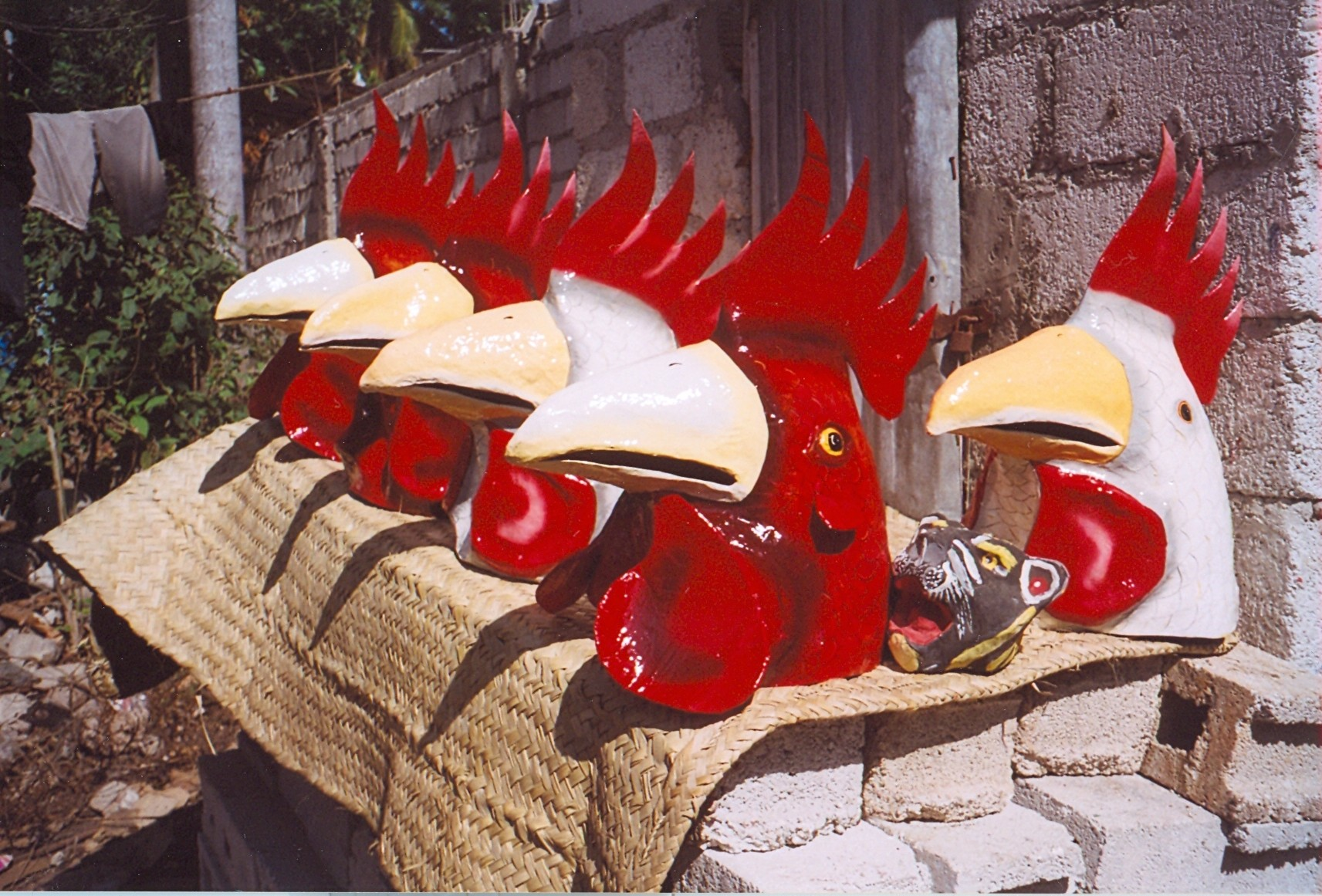
Haïti, Masques de mardi gras
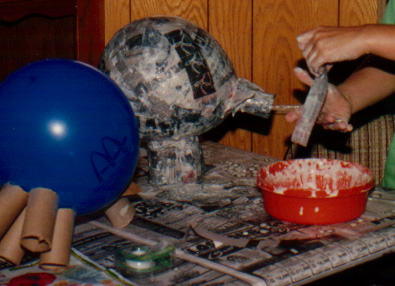
Modèle:(États-Unis, Préparation d'un cochon en papier mâché, 2004
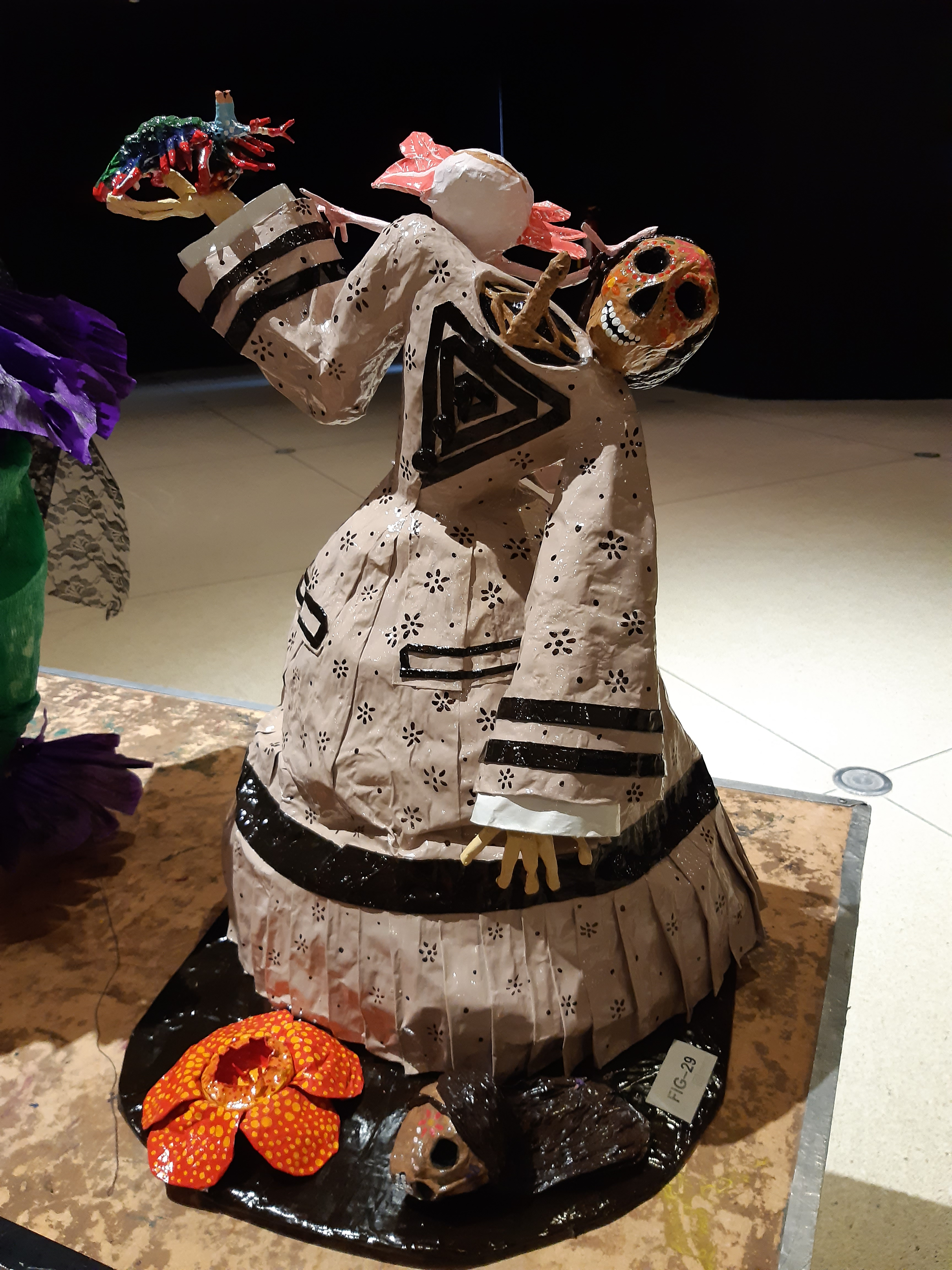
Mexique, Carmen y los superhéroes de la Naturaleza, Catrina exposée à San Luis Potosí
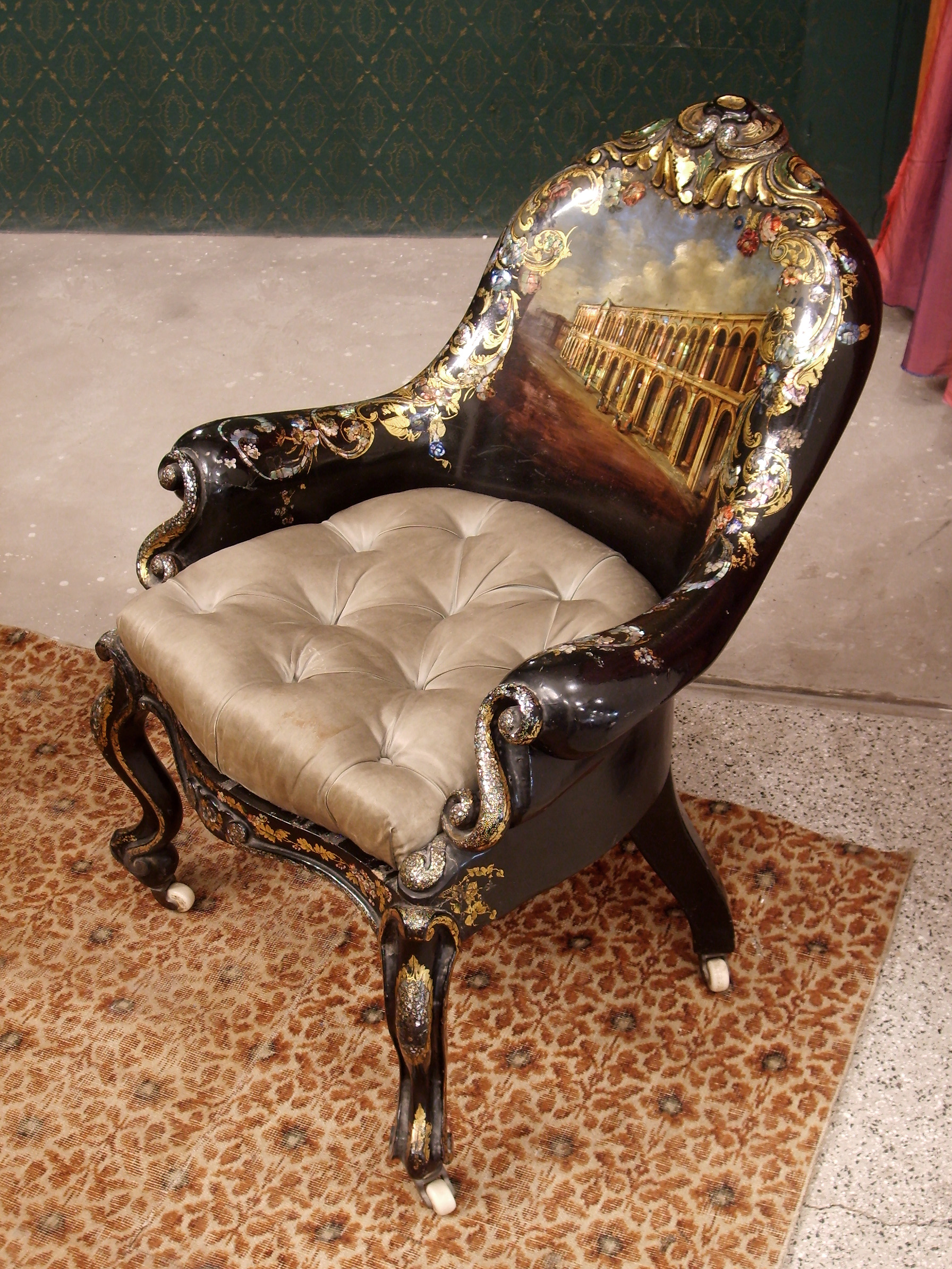
Chili Chaise décorée de nacre et papier mâché, Musée du Carmel de Maipú (Chili)
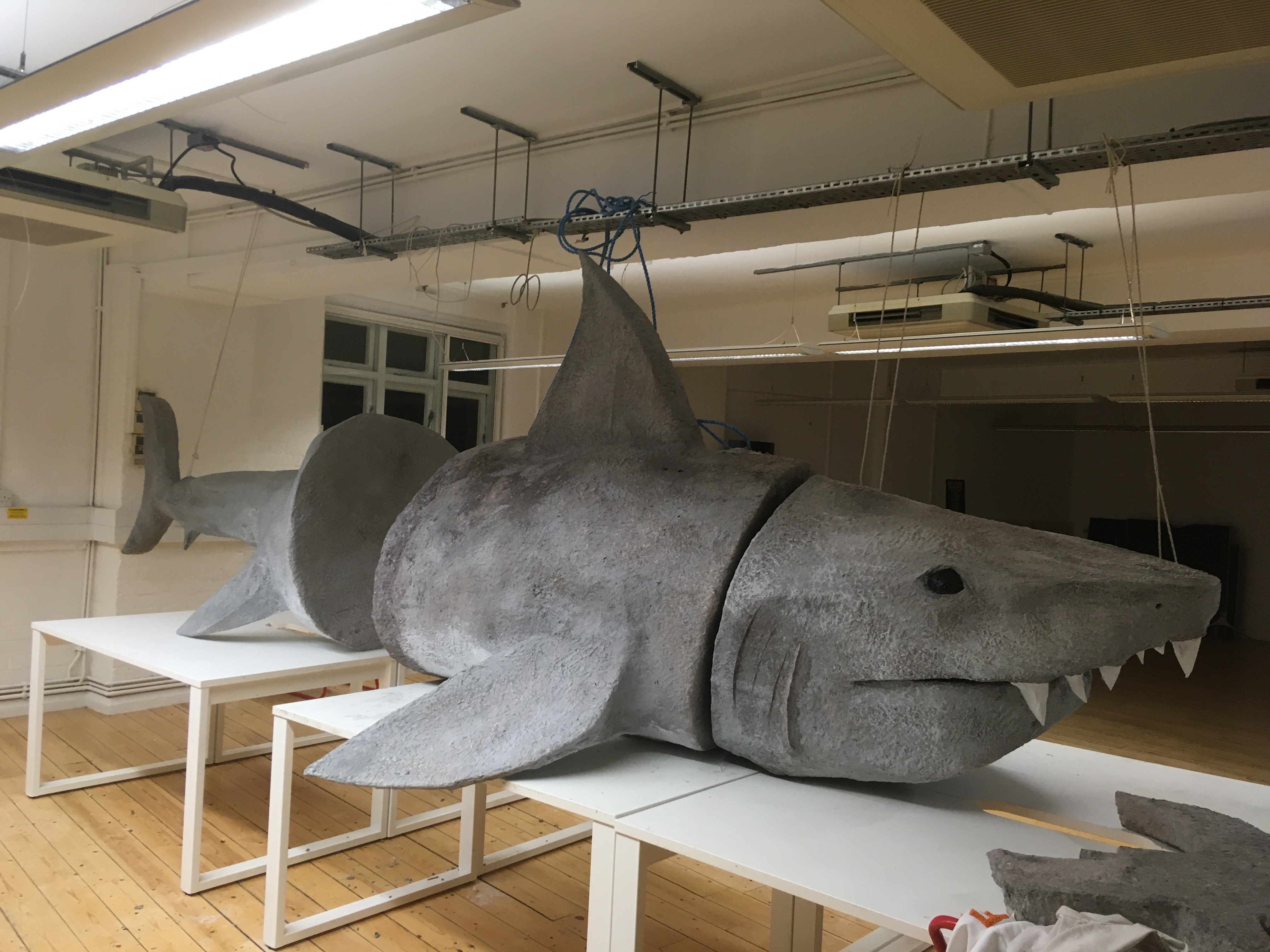
Royaume-Uni, Requin de papier mâché

## Bref historique
Une forme de papier mâché apparaît d'abord en Chine[Quand ?]. Les formes européennes en sont les héritières.
Au XVIIe siècle, l'art du papier mâché se développe à Lecce, en Italie. Il en garde le nom italien de cartapesta. Il gagne rapidement une large part de l'Europe. Un certain Henry Clay dépose, en Angleterre en 1772, un brevet de production.
Au cours du XIXe siècle, le matériau est très utilisé pour fabriquer des plateaux et petits meubles laqués ou des poupées. C'est l'apparition du plastique qui mettra fin à cet artisanat. 
En 1904, La Revue universelle consacre au jouet parisien un article dans lequel on lit
« Carton-pâte. — Ici nous trouvons la petite fabrication, parce que ce commerce n'exige ni capitaux ni matériel important. La main-d’œuvre est tout. Du papier d'emballage ramassé dans les sous-sols des magasins, et vendu 16 francs les 100 kilogrammes ; de la colle de farine et alun (2 francs les 40 kilogrammes), un moule en pierre pour y tasser la pâte avec la mailloche ; et cela suffit pour monter, par moitiés qu'on soude ensuite, des masques, des chevaux, des accessoires de cotillon, des bigotphones, chevaux-jupons, poissons d'avril, charcuterie et pâtisserie de théâtre, passe-boules, quilles fantaisie. Ces articles se fabriquent dans de modestes chambres du quartier du Temple et de Belleville ; la femme tasse, démoule, le mari soude et colorie, puis va vendre ou livrer. »
.
Le théoricien de l'art Jean Dubuffet expérimente cette matière dans les années 1960 sur de petites sculptures en papier mâché, coloré à l’encre et encollé. La fabrication d'objets en papier mâché est de nos jours souvent réalisée dans le cadre d'activités ludiques ou artistiques. De nombreux artistes d'art contemporain ont utilisé le papier mâché pour leurs sculptures, par exemple Kiki Smith et John Connell.